# Venice Underground
Venice Underground es una película estadounidense de suspenso y crimen de 2005, dirigida por Eric DelaBarre, que a su vez la escribió, musicalizada por Justin Caine Burnett, en la fotografía estuvo Lila Javan y los protagonistas son Randall Batinkoff, Mark Boone Junior y Francis Capra, entre otros. Este largometraje fue producido por Jeff Most Productions, Sire 7 Entertainment y Venice Underground.

## Sinopsis
Trata acerca de un grupo encubierto de narcóticos que quiere impedir que dos organizaciones rivales hagan negocios con drogas.